# 紀伊神谷站
紀伊神谷站（日语：／ Kii-Kamiya eki */?）是位於和歌山縣伊都郡高野町大字西鄉字神谷，屬於南海電氣鐵道的高野線車站。車站編號為NK85。

## 歷史
- 1928年（昭和3年）6月18日：高野山電氣鐵道（日语：高野山電気鉄道）高野下站至此站開通，神谷站啟用。
- 1929年（昭和4年）2月21日：此站至極樂橋站之間開通。
- 1930年（昭和5年）3月1日：車站改名為紀伊神谷站。
- 1947年（昭和22年）3月15日：高野山電氣鐵道（日语：高野山電気鉄道）公司更名為南海電氣鐵道。
- 2000年（平成12年）10月：車站業務委託子公司南海建築服務（日语：南海ビルサービス）負責。
- 2009年（平成21年）2月6日：紀伊清水站、學文路站、九度山站、高野下站、下古澤站、上古澤站、紀伊細川站、極樂橋站、高野山站、紀之川橋樑（日语：紀ノ川橋梁）、丹生川橋樑和鋼索線均指定為近代化產業遺產（日语：近代化産業遺産）（高野山參詣相關遺產）。
- 2017年（平成29年）10月22日至2018年（平成30年）3月30日 : 颱風21號侵襲日本，站內路基流失，高野下站至極樂橋站之間暫停服務[2]。橋本站至高野山站之間安排代行巴士[3]。
- 2018年（平成30年）3月31日：路軌修復工程完成。高野下站至極樂橋站之間的列車服務重開[4]。

## 車站構造
本站為地面車站，設有1面2線的島式月台。月台可容納4輛2門車廂。此站位於山勢險峻區域、月台建於大彎道上，成為本站的一大特徴。站房位於下行線側（極樂橋、高野山方向軌道）。月台與站房之間設有站內平交道，站內設有廁所。
本站沒有設置自動售票機和售票櫃檯，但可於事前預約購買定期票。此站可在櫃檯處領取乘車站證明書，出站時才結算車資。過去未設自動驗票機的年代，若乘客使用IC卡乘車需要向職員申報。直至2017年才在站內安裝可支援IC卡的自動驗票閘門。

### 月台
| 月台 | 路線   | 上下行 | 方向           |
| ---- | ------ | ------ | -------------- |
| 1    | 高野線 | 下行   | 高野山方向     |
| 2    | 高野線 | 上行   | 橋本、難波方向 |

## 利用狀況
在2019年（令和元年）度，1日平均上下車人次為13人。在南海一百座車站中排名100位，即是南海鐵道系統中最少人使用的車站。
以下為各年度1日平均上下車人次列表：
| 年度               | 1日平均 上下車人次 | 排名 |
| ------------------ | ------------------ | ---- |
| 1980年（昭和55年） | 85                 |      |
| 1985年（昭和60年） | 68                 |      |
| 1990年（平成02年） | 52                 |      |
| 1995年（平成07年） | 69                 |      |
| 2000年（平成12年） | 58                 |      |
| 2001年（平成13年） | 46                 |      |
| 2002年（平成14年） | 39                 |      |
| 2003年（平成15年） | 33                 |      |
| 2004年（平成16年） | 29                 |      |
| 2005年（平成17年） | 26                 |      |
| 2006年（平成18年） | 24                 |      |
| 2007年（平成19年） | 23                 |      |
| 2008年（平成20年） | 21                 |      |
| 2009年（平成21年） | 20                 |      |
| 2010年（平成22年） | 19                 |      |
| 2011年（平成23年） | 16                 |      |
| 2012年（平成24年） | 13                 |      |
| 2013年（平成25年） | 11                 |      |
| 2014年（平成26年） | 14                 |      |
| 2015年（平成27年） | 11                 |      |
| 2016年（平成28年） | 10                 |      |
| 2017年（平成29年） | 10                 |      |
| 2018年（平成30年） | 14                 |      |
| 2019年（令和元年） | 13                 |      |

## 車站周邊
在越過東面的山丘後可抵達過去的宿場村落，惟均距離車站較遠。車站周邊沒有任何民宅或自動販賣機，因此此站被譽為秘境車站之一。在車站附近的道路包括了京大坂道和槇尾道（新高野街道）。

## 相鄰車站
南海電氣鐵道
 高野線
■観光列車「天空」
通過
■快速急行（只有高野山方向單向）、■急行、■各站停車
紀伊細川（NK84）－紀伊神谷（NK85）－極樂橋（NK86）

## 外部連結
- 紀伊神谷 - 南海電氣鐵道